# Manfra
« Franga » redirige ici. Pour l'unité monétaire, voir Franc albanais.

Logo du manga français Radiant.

Le manfra, manga français (ou manga à la française), désigne les œuvres de bande dessinée francophones originales inspirés par les codes de la bande dessinée japonaise (ou asiatique en général). Mot-valise formé de « manga » et de « français », le manfra est un néologisme apparu en 2005. On parle également de global manga.
Le manga français démarre timidement au début des années années 2000, avant d'exploser fin des années 2010. Genre littéraire très décrié à ses débuts, il rencontre aujourd'hui un réel succès et s'exporte à l'international . De plus en plus de grands éditeurs se lancent dans l'aventure comme Kana, Soleil Manga, Delcourt, Glénat ou Ki-oon.
Des titres comme Dreamland de Reno Lemaire (700 000 exemplaires vendus) se démarquent par leur grande popularité. C'est également le cas de Radiant de Tony Valente, manfra adapté en anime sur NHK et en simulcast sur Crunchyroll, Anime Digital Network, puis sur Netflix et sur la chaine J-One. C'est la consécration pour ce jeune auteur français devenu une idole au Japon.

## Histoire

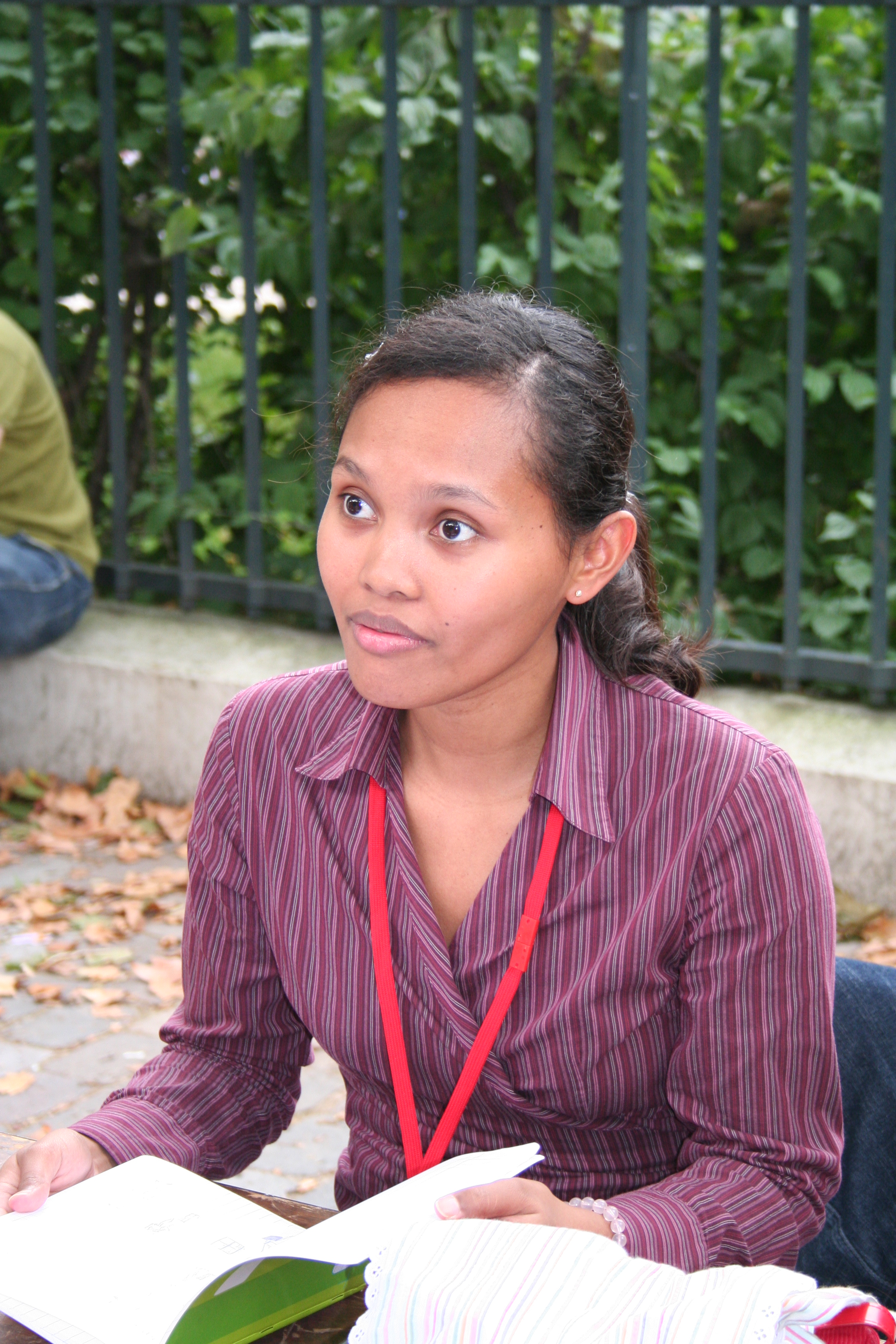
La scénariste française et mangaka Jenny en 2006.

À partir des années 1990, avec le succès populaire du Club Dorothée, de nombreux auteurs français puisent leurs sources d'inspiration dans les manga et l'animation japonaise. De fait, le style artistique, ancré auparavant sur la bande dessinée franco-belge, s'étend et se transforme, important de nouveaux codes visuels et narratifs. Si l'on ne parle encore pas de "manga français", ce nouveau genre peine à rencontrer son public et se limite aux fanzines.

### Années 2000
Les premiers mangas français apparaissent, d'abord timidement, début des années 2000. Sentaï School de Philippe Cardona et Florence Torta est prépublié dans le magazine mensuel Coyote Mag, de l'éditeur Semic, à partir de juillet 2003 avant de paraître en sept tomes.
En 2005, Tot et Ancestral Z publient Dofus, qui passera le cap du million d'exemplaires vendus.
La même année, la dessinatrice Jenny signe Pink Diary pour huit tomes après une rencontre avec Thierry Joor, directeur littéraire des éditions Delcourt. C'est le premier manga français à reprendre les codes du Shōjo, un genre qui cible un public féminin, généralement de jeunes adolescentes scolarisées, et qui expose des sujets graves comme la violence ou l'anorexie.

« Je pense que plusieurs auteurs ont maintenant fait leur preuve et ont simplement prouvé au lectorat français que nous étions capables de faire des œuvres de qualité (...) Beaucoup rêvent de devenir mangaka. Je pense que nous avons ouvert une porte qui leur a permis de croire qu’il était possible pour nous français de faire ce métier comme les Japonais. »

— Interview de Jenny.

### Années 2010
Les années 2010 voient un engouement certain pour le manga français et l'arrivée de nouveaux projets. City Hall de Rémi Guérin et Guillaume Lapeyre, paru en 2012 chez Ankama Éditions, de style steampunk, réalise de bonnes ventes en librairies jusqu'en 2015.
L'EIMA (École Internationale du Manga et de l'Animation) à Toulouse se rajoute à la liste des établissements réputés pour former aux métiers de la bande dessinée et du manga (voir Eurasiam à Paris).
En parallèle, les amateurs peuvent publier leurs œuvres sur des plateformes en lignes comme Amilova ou Mangadraft, qui regroupent une communauté d'artistes. C'est le cas de la dessinatrice Aerinn, qui publiera en 2014 Chronoctis Express, projet financé sur Tipeee et Ulule, puis édité par Kotoji, une maison d'édition qui défend l'idée d'une bande-dessinée populaire sans chercher à faire de l'élitisme.
En 2016, le manga français Outlaw Players remporte le prix du meilleur manga international lors des Japan Expo Awards. La série est publiée au Japon chez l'éditeur Kodansha.
La même année, le youtubeur Kevin Tran de la chaîne Le Rire Jaune publie Ki & Hi, qui connaît un succès immédiat en librairies. 50 000 exemplaires sont vendus en dix jours .
Depuis 2017, le MAGIC International Manga Contest propose aux jeunes talents d'être jugé par des mangaka japonais. Le concours de manga se tient au Grimaldi Forum Monaco, lors du Monaco Anime Game International Conferences. De nombreux dessinateurs sont publiés au Japon sur la célèbre plateforme Shōnen Jump+.
De 2014 à 2019, les éditions Ki-oon organisent un grand concours de manga avec un contrat d'édition à la clé. Le "Tremplin Ki-oon", qui rassemble des centaines de participants, permet à de jeunes talents comme la suisse Yami Shin de se faire connaître.
En 2019, Devil's Relics, co-écrit par le rappeur Maître Gims, est un échec commercial. Tiré à 50 000 exemplaires, il ne se vend qu’à 21 000 unités.
La fin des années 2010 voit aussi le développement du néologisme Afro-manga. Ce genre de manfra met en avant des univers inspirés par les cultures africaines ou le patrimoine des Outre-mer. Il est généralement scénarisé et dessiné par des artistes de la Réunion, Guadeloupe, Martinique ou la Guyane. En 2017, les éditions Des bulles dans l'océan, basé à Saint-Denis (La Réunion), publient Redskin de Yvan Soudy alias Staark . L'éditeur Glénat annonce la publication de Red Flower, manga inspiré par les traditions africaines par Loui, auteur franco-ghanéen. En 2020, les éditions Dashicray Publishing lance The Last Kamit par Michael Damby et Dwen Uno, un afro-manga mixant les codes du comics par son découpage et son sens de lecture et du shonen par sa narration.

### Années 2020

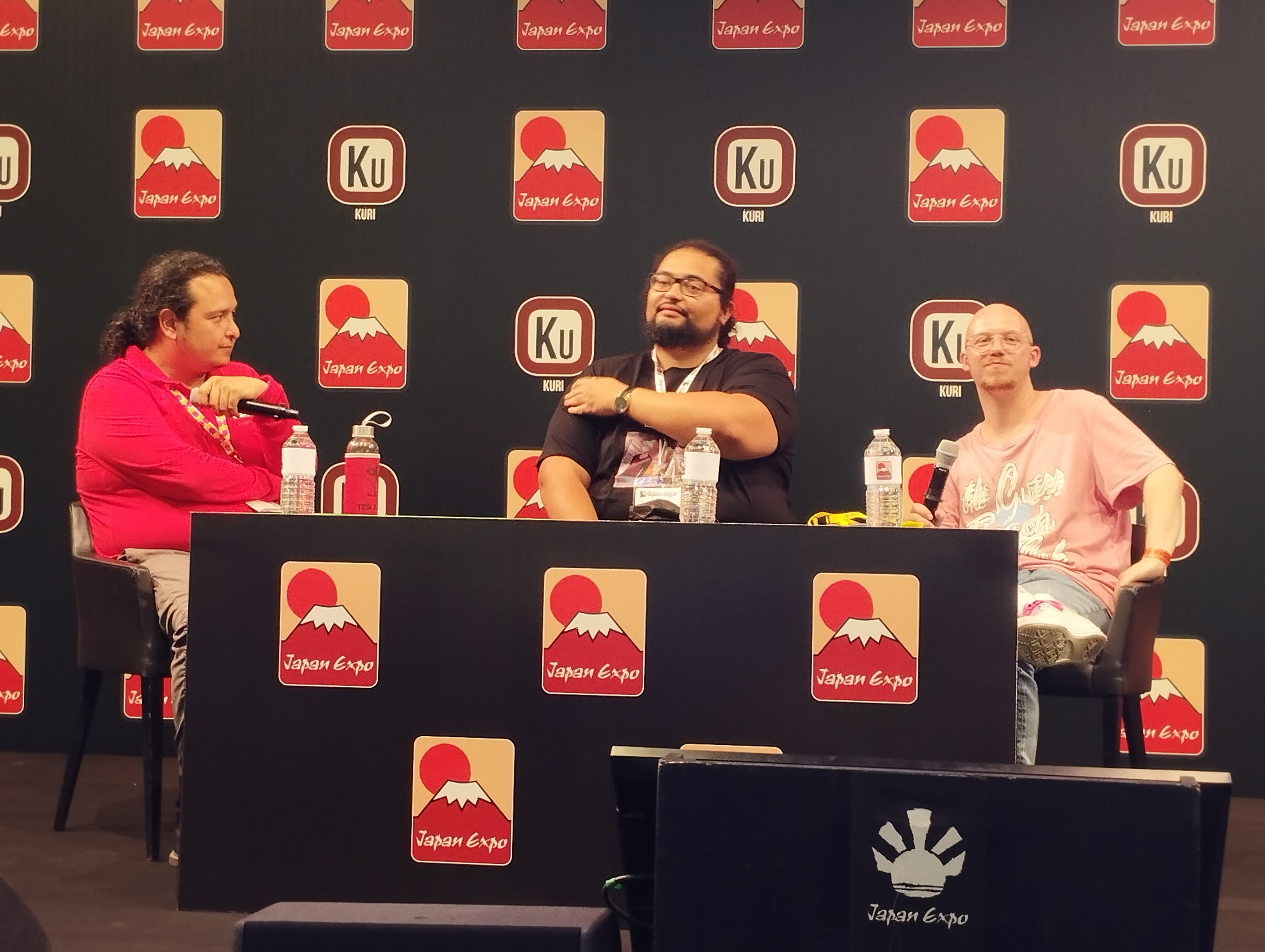
Conférence du Chef Otaku

Le manga français s'impose dans l'Hexagone et s'exporte à l'international. En 2020, le dessinateur Jéronimo Céjudo devient le premier français à remporter le célèbre Prix Tezuka au Japon (section internationale), ce qui lui vaut les félicitations de mangakas comme Kazue Kato (Blue Exorcist).
La même année, l’éditeur Kurokawa et la société luxembourgeoise Tsume s’allient pour donner vie à un nouveau label manga, KuroTsume. Deux premiers titres sont annoncés en grande pompe : Imperium Circus et Ragnafall. Mais devant les faibles ventes sur le marché, aucun des deux titres n'est reconduit. Le label est depuis en pause.
En 2021, le retour de Goldorak par Xavier Dorison devient la deuxième plus grosse vente de l'année en librairies derrière Astérix.
En 2023, l'éditeur Kana lance son Mankaga Challenge, grand concours national pour les jeunes talents du manga sur le thème du Summer Feeling, à l'occasion de la Japan Expo de Paris.
Pour 2024, Kana annonce également de nouveaux titres dans son catalogue de manga français. Les héritiers d’Agïone de Sophie Colin alias Tpiu, un rêve pour cette jeune dessinatrice aux débuts difficiles; Myrtis de Elsa Brants, créatrice de Save Me Pythie, dans un monde d'humour et de fantasy. Enfin, La boutique d'artefacts de l'auteur Pacha, situé dans un Paris fantastique de mystère et de magie où le jeune Léo enquête sur le décès de son oncle après un héritage extraordinaire.
Les éditions Ankama publient Run to Heaven du scénariste et dessinateur Toan. L’action se déroule sur une île du Pacifique où un conflit armé oppose les îles du Nord et du Sud sur fond de Jeux Olympiques. Une adolescente fan de course à pied rêve de retrouver sa mère, partie au combat.
Christophe Cointault, qui s'est illustré par deux séries de manga parus chez Glénat, annonce Eightfull , un récit inédit de sport de combat consacré au MMA, comme il le confie dans les colonnes du Parisien. Il dessine et publie également Hajime, un manga sur le célèbre judoka français Teddy Riner. Le récit est enrichi par des anecdotes personnelles du sportif lui-même, qui donnent un aperçu de sa vie et de ses valeurs.
Le Chef Otaku, alias Alvin Labecot, célèbre youtubeur suivi par plus d'un million d'abonnés, annonce le Spatule Jump : une alternative française du magazine de manga japonais historique Weekly Shōnen Jump. Ce projet atteint plus de 400% de son objectif sur un site de financement participatif. Il se veut comme « un coup de projecteur sur les jeunes talents », « un recueil d’histoires courtes, afin de faire découvrir des jeunes mangakas à la face du monde entier, et leur offrir l’opportunité de participer à un projet professionnel, d’avoir peut-être même une première publication professionnelle ».

## Les grands succès

### Dreamland

Logo du manga français Dreamland.

En 2006, Reno Lemaire et son œuvre fantastique Dreamland est publié chez Pika Édition. L'histoire se déroule à Montpellier de nos jours. Terrence Meyer est un élève en terminale STG (Actuel STMG1) qui a perdu sa mère dans un incendie. Depuis, il a une peur panique du feu. Mais un soir, alors qu'il rêve de sa mère, il surmonte sa phobie en contrôlant les flammes qui l'entourent. À partir de cet instant, lors de son sommeil, il se retrouve transporté à Dreamland, le monde des rêves.

«  Je baignais dans cet univers depuis tout petit et, quand je me suis lancé dans cette aventure, personne ne l’avait encore fait (...)Je me foutais de ce que pouvaient penser les gens. Le plus important, c’était d’embarquer suffisamment de personnes dans mon délire pour pouvoir continuer l’aventure. Au final, je me suis retrouvé sur le devant de la scène, avec la casquette de “précurseur”. Du coup, j’ai été critiqué de tous les côtés. Pour la branche franco-belge, le manga était un envahisseur. Ils le voyaient comme une “sous-BD”. »

— Interview de Reno Lemaire par la Fnac.

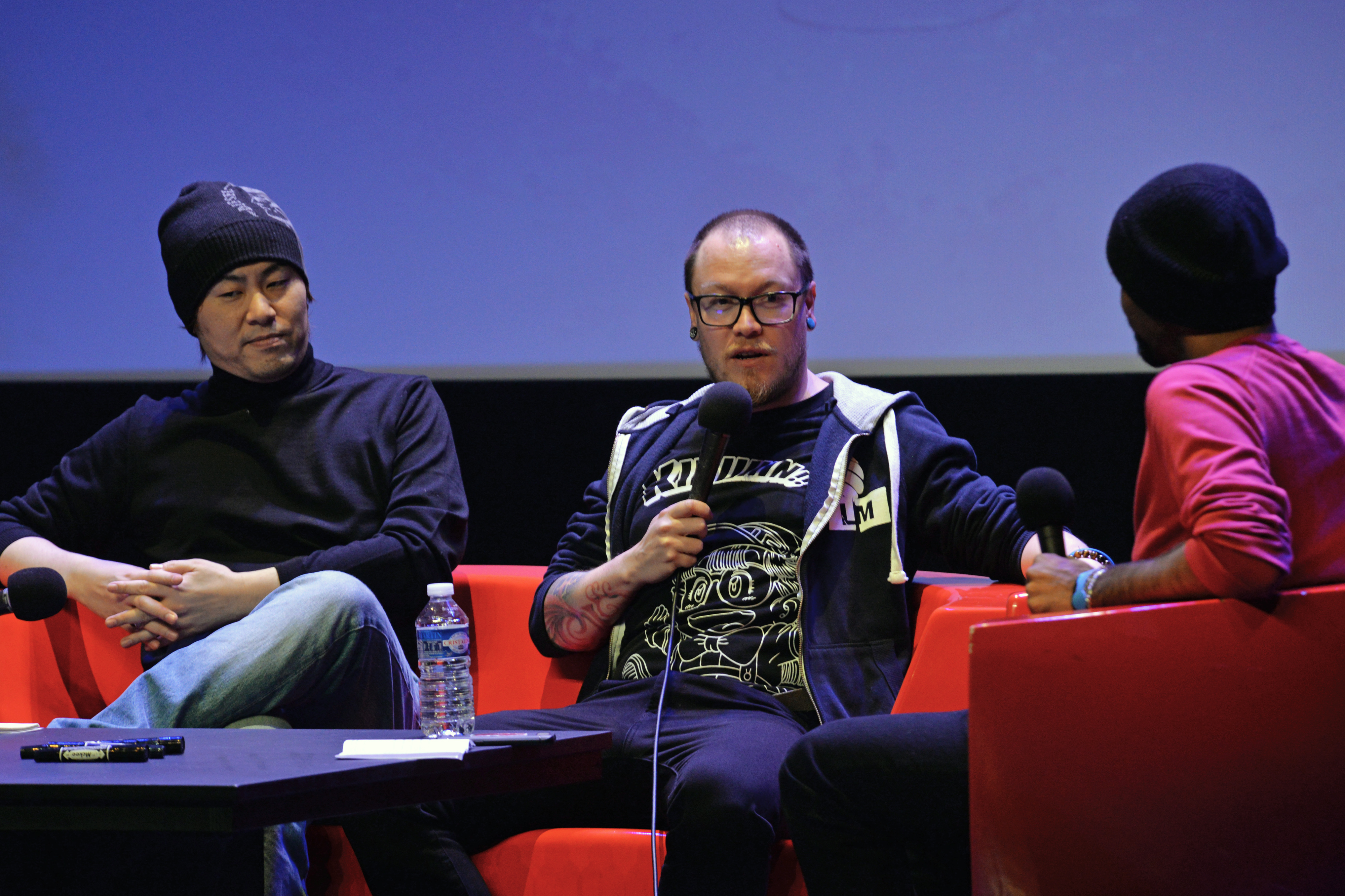
Rencontre entre Reno Lemaire et Hiro Mashima au Festival d'Angoulême 2018.

Dreamland est l'un des rares manga français à perdurer dans le temps avec 22 volumes et un Artbook publiés. À l'été 2022, la plateforme française ADN annonce la production d'une adaptation en anime, prévue pour 2024,. Trois saisons d'une dizaine d'épisodes sont d'ores et déjà prévues et seront réalisées par le studio français La Chouette Compagnie.

### Radiant

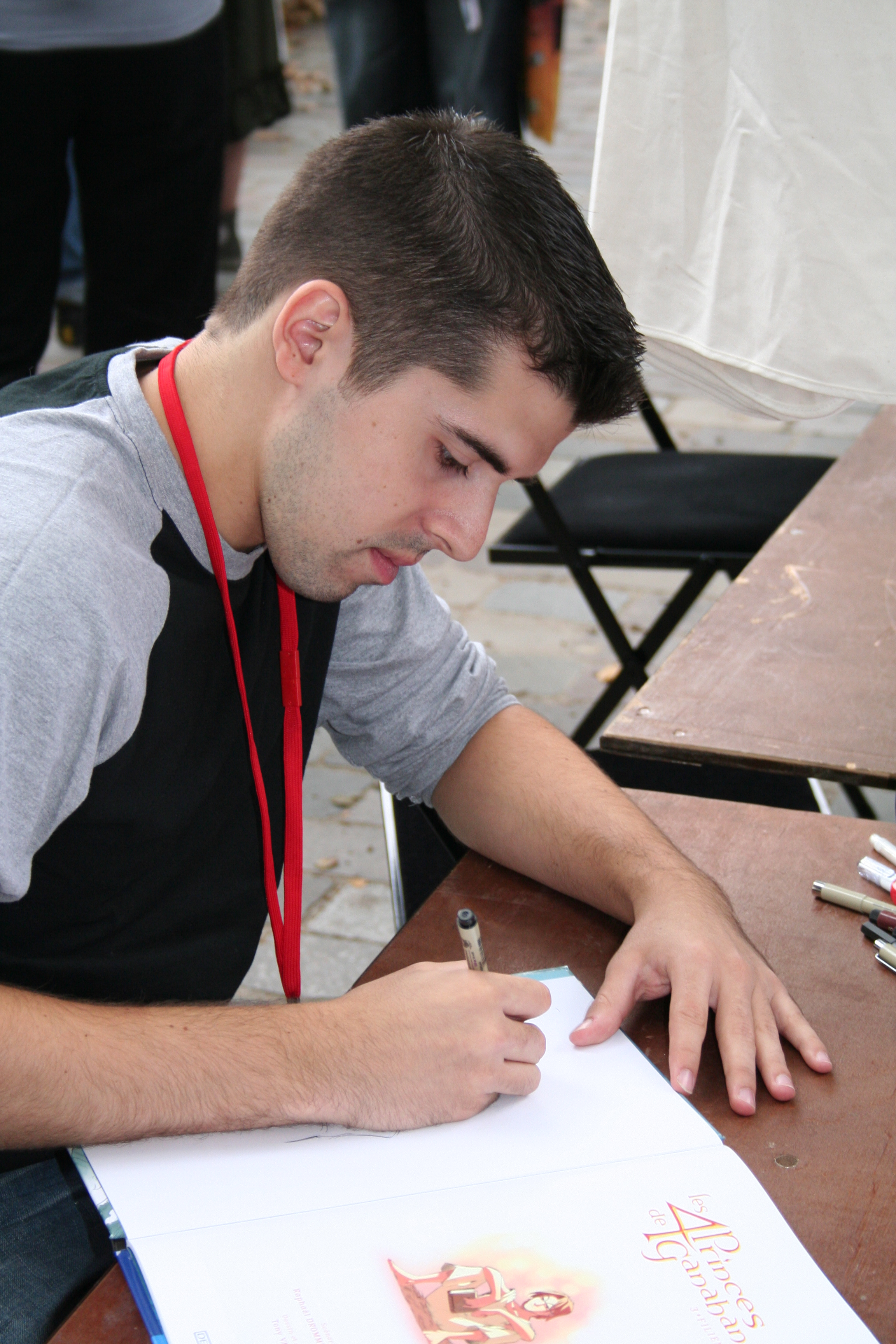
Tony Valente en dédicace.

Radiant de Tony Valente est le premier manga français publié au Japon, par le biais de l'éditeur Asukashinsha dans la collection Euromanga. Dans un univers fantastique, des sorciers affrontent des monstres appelés Némésis. Seth est un adolescent qui doit trouver le lieu d'origine des Némésis, le légendaire Radiant, tout en évitant l'Inquisition, une organisation opposée aux sorciers.
Radiant est reconnu par Yusuke Murata (One Punch Man) et Hiro Mashima (Fairy Tail). À l'occasion de l'Anime & Manga Grand Prix, la série reçoit le prix de la meilleure BD au « style manga » de l'année 2014, décerné par le magazine AnimeLand. Elle remporte également le prix BD/Manga Canal BD-J'aime lire Max dans la catégorie « Manga » en 2015. Pour la Japan Expo de 2016, la série reçoit le prix Daruma du meilleur manga international.

### Outlaw Players

Logo du manga français Outlaw Players

Outlaw Players est une création du dessinateur et scénariste Shonen. La série est publiée en France en 2016 par Ki-oon, puis au Japon par Kōdansha en 2022. Elle compte aujourd'hui 13 volumes.
Outlaw Players profite d'une campagne médiatique importante, comprenant une bande-annonce réalisée par le studio d'animation japonais Gonzo, des extraits en librairie et des publicités télévisées,.
Rien ne prédisposait Shonen à être dessinateur, après un DUT en génie mécanique. L'auteur se dit être autodidacte.
Outlaw Players est un isekai (異世界), un sous-genre de la fantasy dont l'intrigue tourne principalement autour d'un personnage transporté dans un autre univers. Le protagoniste, Sakuu, se retrouve incapable de se déconnecter d’un monde virtuel, Thera, MMORPG peuplé de monstres.
Ce manga français remporte le Daruma du meilleur manga international lors des Japan Expo Awards 2016. Le célèbre éditeur japonais Kōdansha achète les droits pour une pré-publication au Japon.

### Inoxtag
Fin 2024, après le succès de son film documentaire Kaizen relatant son ascension sur le mont Everest, le youtubeur Inoxtag annonce la publication de son premier manga. Ce projet marketing est le fruit de la collaboration entre Webedia et l'éditeur Michel Lafon. Le scénariste Basile Monnot et le dessinateur Charles Compain sont également crédités comme co-auteurs.
Instinct suit l'histoire de Haki, un jeune homme capable de ressentir la véritable intention des gens autour de lui. Ce mystérieux pouvoir lui permet surtout de voir l'humanité dans tout ce qu'elle a de plus négatif. Pour ne rien arranger, il se voit diagnostiquer une maladie incurable.
Le premier tome de Instinct sort le 21 novembre 2024 aux éditions Michel Lafon et pulvérise les records de ventes . Il réalise le meilleur démarrage de l'histoire pour un manga sur le marché français, avec plus de 150 000 exemplaires vendus en deux semaines, s’imposant comme un vrai phénomène éditorial.

## Caractéristiques
Le manga français possède des caractéristiques très proches des mangas japonais. Il est généralement édité en format poche ou semi-poche (A5/B5), broché sous jaquette, avec une pagination importante (180 pages minimum), en noir et blanc, et un récit découpé en plusieurs chapitres. Le format reste le même mais les codes changent, plus centrés sur la société occidentale que japonaise.

### Classification
Au Japon comme à l'international, le manga est classifié en fonction de l'âge et du sexe du lectorat visé : shōnen, seinen, etc. Cependant, les œuvres francophones sont beaucoup moins variées pour des raisons commerciales. Ainsi, on ne retrouve principalement que du Nekketsu, genre très populaire pour les adolescents, calqué sur des récits d'aventure aussi célèbres que Dragon Ball ou One Piece mais aussi des mangas de sport comme Captain Tsubasa. En mettant en avant un produit certain d'attirer les jeunes lecteurs, les éditeurs peuvent ainsi gagner la confiance des libraires.
Cependant, certains manfra font la différence comme Pink Diary de Jenny, série en huit tomes qui reprend les codes du shōjo (manga pour les jeunes filles). Ou encore Save me Pythie de Elsa Brants, qui narre les mésaventures d'une jeune fille dans la Grèce Antique.

### Dessin
Le manfra possède un style dynamique, exagération des mouvements et des attitudes. Si les pages sont en noir et blanc, chaque tome démarre avec quelques pages en couleurs, puis bascule vers l'utilisation de trames, une technique de points espacés qui a pour effet de donner visuellement différentes valeurs de gris. Les personnages sont souvent de caractéristiques physiques asiatiques (petits nez, grands yeux en amande expressifs).
Les dessinateurs sont appelés Mangaka comme leurs homologues japonais. Il travaille avec des outils aussi techniques que des plumes à dessin (plumes métalliques de type zebra g pen, tachikawa g pen, etc.). Si au Japon, un mangaka est généralement entouré par des assistants pour dessiner les bulles ou les décors, le mangaka français doit souvent s'occuper de toute la production de son œuvre seul.

### Dialogues et textes
Il y a présence de bruitages, d'interjections, ou d'onomatopées, le plus souvent en français, bien qu'un auteur puisse utiliser des onomatopées japonaises en kanji, caractères chinois ou sinogramme, dans les dialogues d'un manfra.

### Mise en page
Le manfra peut posséder des dessins en pleine page, double-pages, cases explosées, cadrage et mise en scène découpant une seule action en plusieurs cases.

### Sens de lecture

Sens de lecture d'un manga de droite à gauche.

Au Japon, les mangas se lisent de droite à gauche, et à la verticale (de haut en bas), ce qui correspond au sens de lecture traditionnel (tategaki 縦書き, « écriture verticale», aussi tategumi, 縦組み).
En France, bien que la lecture se fasse de gauche à droite, les auteurs de manfra adoptent généralement le sens de lecture japonais de droite à gauche ; probablement par stratégie commerciale. Certaines œuvres se lisent néanmoins à l'occidentale comme dans Talli, Fille de la Lune de Sourya Sihachakr.

## Liste d'œuvres
- 4LIFE (Glénat) d'Antoine Dole et Vinhnyu
- Amour Sucré (Akiléos) de Migoto Sen Chu et Xian Nu
- L'année du dragon (Carabas) de François Duprat et Vanyda
- Appartement 44 (Ankama éditions) de Dara
- Ayakashi Légendes des 5 royaumes (Glénat) d'Izu et VanRah
- B.B Project (Shogun City) scénarisé par Kaze et dessiné par Shonen, 5 tomes, 2007-2010.
- Booksterz (Kana) de Guillaume Lapeyre, Rémi Guérin, Sylvain Dos Santos
- La Belle et la Bête (Delcourt) de Patrick Sobral
- Bubble Gôm Gôm (Oktoprod éditions) de Cyb
- Burning Tattoo d'Emmanuel Nhieu (Ankama Éditions), 3 tomes, 2016-2017.
- Brush Paradise (Peow studio) de Mathilde Kitteh
- Cassius (Kami) de Saïd Sassine
- Catacombes (Pika Édition) de Vald, 4 tomes, 2009-2016.
- Celle que... (Dargaud) de Vanyda, 3 tomes, 2008-2011.
- Chronoctis Express (Kotoji Éditions) d'Aerinn
- City Hall (Ankama Éditions) de Rémi Guérin et Guillaume Lapeyre, 7 tomes, 2012-2015.
- Debaser (Ankama Éditions) de Raf
- Devil's Relics (Fayard/Glénat) de Maître Gims, Darcy, Yoshiyasu Tamura et Jean-David Morvan
- Dofus, Dofus Arena et Dofus Monster (Ankama Éditions)
- Dreamland (Pika Édition) de Reno
- Dys (Pika Édition) de Moonkey
- ElementR (Vents d'Ouest) de Thomas Bouveret
- Everdark (Pika Édition) de Romain Lemaire
- Golem (Olydri Éditions) d'Alexis Tallone
- Green Mechanic[62] (Ki-oon) de Yami Shin[63]
- Hand 7 (Les Humanoïdes Associés) de Sébastien Célimon et Albert Carreres
- Harfang (Delcourt) d'Aurore
- Head-Trick (Édition ED)
- Horion (Glénat) d'Aienkei et Enaibi
- L'immeuble d'en face (La Boîte à Bulles) de Vanyda
- Imperium Circus (Tsumé) de Robin Dall Armellina, Codaleia et Alexandre Desmassias
- Ki & Hi (Michel Lafon) de Kevin Tran (scénario) et Fanny Antigny (dessin)[64]
- Kuma Kuma (Ankama Éditions) de Kaji (Virginie Debacker) et Yuki (Céline Debacker)
- L'Équipe Z (Kotoji Éditions) d'Ed Tourriol, Dan Fernandes et Albert Carreres
- La Bergère de Lourdes (Éditions Salvator) de Liaze
- Lastman (Casterman) de Bastien Vivès, Balak et Michaël Sanlaville
- Les Îles du vent d'Élodie Koeger et Hector Poullet
- Les Mystérieuses Cités d'or (Kazé) de Thomas Bouveret
- L'Escouade des Ombres (Les Humanoïdes associés) d'Alex Nikolavitch et de Shong
- Loa (Delcourt) de Guillaume Stey
- Lost Soul (Taïfu) de Liaze et de Moemai
- Lanfeust Quest (Végétal Manga) de Ludo Lullaby (d'après Arleston et Tarquin)
- Magical JanKen Pon (Kami) de Philippe Cardona
- Marblegen Origines (Kana) de Sylvain Dos Santos (scénario) et Grelin (dessin)
- Meckaz (Olydri Éditions) de Nicolas David
- My Destiny (Nanachi éditions) de Chibi Dam'Z
- Nako (Shibuya - Michel Lafon) de Tiers Monde (scénario) et Max (dessin)
- Nebelheim (Éditions Clair de Lune) d'Andras
- Necromancer (Pika Édition) de Moonkey
- Nini (Delcourt) de Arnaud Armant et Fafah Togora
- No Love Lost (Peow studio) de Luca Oliveri
- Nomad (Glénat) de Jean-David Morvan et Sylvain Savoia[65]
- Ogrest (Ankama Éditions) de Mig
- Omega Complex (Shogun City) d'Izu et Shonen
- Outlaw Players[66] (Ki-oon) de Shonen
- Pen Dragon (Shogun City) de Mika
- Pink Diary (Delcourt) de Jenny
- Radiant (Ankama Éditions) de Tony Valente
- Ripper (Ankama Éditions) de Jeronimo Cejudo
- Ragnafall (Tsumé) de KTA
- Redskin (Des Bulles dans l'Océan) de Staark
- Save me Pythie (Kana) d'Elsa Brants
- Sentaï School (Semic puis Kami puis Olydri Editions) de Cardona et Torta
- Silence (Kana) de Yoann Vornière
- Stray Dog (Glénat) de Vanrah
- Talli, fille de la lune (Ankama Éditions) de Sourya Sihachakr
- Tengu-Do (Les Humanoïdes associés) d'Alex Nikolavitch et André Rossetto
- Tinta Run (Glénat) de Christophe Cointault
- Les Torches d'Arkylon (Ark-Editions) de Michaël Almodovar
- Urban Rivals (Delcourt) du Studio MAKMA
- Versus Fighting Story (Glénat) d'Izu et Kalon
- Vis à Vis (Pika Édition) de Miya
- Le Visiteur du futur : La Brigade temporelle (Ankama Éditions) de François Descraques, Guillaume Lapeyre et Alexandre Desmassias
- Wakfu (Ankama Éditions)
- Wrecked Hearts (Peow studio) de Mathilde Kitteh et Luca Oliveri
- Yodji (Kami) de Noë et Nini
- Zeitnot (Les Humanoides associés) d'Ed Tourriol et Eckyo